# Canton de Saint-Ouen-sur-Seine
Le canton de Saint-Ouen-sur-Seine, précédemment appelé canton de Saint-Ouen, est une circonscription électorale française située dans le département de la Seine-Saint-Denis et la région Île-de-France.

## Histoire

### Canton dudépartement de la Seine
Créé en 1893, le canton de Saint-Ouen, qui faisait alors partie du département de la Seine, a connu différentes configurations, les dernières datant de 1967 et 1976.

### Canton créé par la loi du 14 avril 1893
| Période | Période | Identité                  | Étiquette                             | Qualité |
| ------- | ------- | ------------------------- | ------------------------------------- | --- |
| 1893    | 1912    | Léonce Basset (1845-1914) | Socialiste Révisionniste puis Radical | Médecin Maire de Châlus (Haute-Vienne) puis maire de Saint-Ouen-sur-Seine (1881, 1887, 1888-1889 et 1896-1898) |

### Conseillers généraux des anciens cantons deSaint-Ouen-sur-Seine(1919 à 1945)
1re circonscription
| Période                     | Période                             | Identité                     | Étiquette               | Qualité                                                                           |
| --------------------------- | ----------------------------------- | ---------------------------- | ----------------------- | --------------------------------------------------------------------------------- |
| 1919                        | 1927                                | Alexandre Bachelet           | SFIO puis PSC puis SFIO | Enseignant Maire de Saint-Ouen-sur-Seine (1927-1929 et 1945) Sénateur (1927-1941) |
| 1927                        | 1940 maintenu jusqu'en 1942 (décès) | Auguste Truchaux (1879-1942) | PUP puis SFIO           | Charron Adjoint au maire de Saint-Ouen-sur-Seine (1919-1942)                      |
| 1943 (nommé par décret)     | 1944                                | Gustave Lesesne              | ex-PSC                  | Instituteur Maire de Saint-Ouen-sur-Seine (1929-1944) Ancien député (1929-1936)   |
| 1945 Décret du 12 mars 1945 | 1945                                | Fernand Lefort               | PCF                     | Métreur en bâtiment, journaliste Maire de Saint-Ouen-sur-Seine (1945-1979)        |

2e circonscription
| Période                 | Période                         | Identité                     | Étiquette | Qualité                                                                                      |
| ----------------------- | ------------------------------- | ---------------------------- | --------- | -------------------------------------------------------------------------------------------- |
| 1925                    | 1929                            | Gustave Lesesne              | PSC       | Instituteur Maire de Saint-Ouen-sur-Seine (1929-1944) Député (1929-1936)                     |
| 1929                    | 1931 (décès)                    | Martin Levasseur (1869-1931) | PSC       | Dessinateur Adjoint au maire de Saint-Ouen-sur-Seine (1927-1931)                             |
| 1931                    | 1935                            | Henri Heulle                 | Rad.ind.  | Maire de L'Île-Saint-Denis (1925-1940)                                                       |
| 1935                    | 1940 (déchu le 23 février 1940) | Joanny Berlioz               | PC-SFIC   | Journaliste Maire d'Épinay-sur-Seine (1935-1940 et 1945-1947) Député de la Seine (1936-1942) |
| 1941 (nommé par décret) | 1944 (démission)                | Marcel Bonnet (1899-1980)    | ex-SFIO   | Tailleur, secrétaire de la Fédération CGT des travailleurs de l'habillement                  |

### Secteur Saint-Denis-Nord (1945 à 1953)
Henri Navier (SFIO), antiquaire à Saint-Ouen-sur-Seine, faisait partie des 11 élus de ce secteur, dont faisait partie Saint-Ouen-sur-Seine.

### 4esecteur de laSeine(1953 à 1959)
Fernand Lefort, maire PCF de Saint-Ouen-sur-Seine, faisait partie des 8 élus de ce secteur.

### 19eet20esecteurs de laSeine(1959 à 1967)
| Période                                   | Période | Identité       | Étiquette | Qualité                                   |
| ----------------------------------------- | ------- | -------------- | --------- | ----------------------------------------- |
| 1959 19e secteur Saint-Ouen-sur-Seine-Sud | 1967    | Fernand Lefort | PCF       | Maire de Saint-Ouen-sur-Seine (1945-1979) |

| Période                                                                  | Période | Identité                   | Étiquette | Qualité                                                                                                   |
| ------------------------------------------------------------------------ | ------- | -------------------------- | --------- | --- |
| 1959 20e secteur Saint-Ouen-sur-Seine-Épinay-sur-Seine-L'Île-Saint-Denis | 1967    | Fernand Belino (1910-1979) | PCF       | Garçon de café Maire-adjoint d'Épinay-sur-Seine (1965-1977) Elu en 1967 dans le Canton d'Épinay-sur-Seine |

### Canton de la Seine-Saint-Denis
Le canton de Saint-Ouen a été créée par le décret du 20 juillet 1967, lors de la constitution du département de la Seine-Saint-Denis.
Un nouveau découpage territorial de la Seine-Saint-Denis entré en vigueur à l'occasion des premières élections départementales suivant le décret du 21 février 2014. Les conseillers départementaux sont, à compter de ces élections, élus au scrutin majoritaire binominal mixte. Les électeurs de chaque canton élisent au Conseil départemental, nouvelle appellation du Conseil général, deux membres de sexe différent, qui se présentent en binôme de candidats. Les conseillers départementaux sont élus pour 6 ans au scrutin binominal majoritaire à deux tours, l'accès au second tour nécessitant 12,5 % des inscrits au 1er tour. En outre, la totalité des conseillers départementaux est renouvelée. Ce nouveau mode de scrutin nécessite un redécoupage des cantons dont le nombre est divisé par deux avec arrondi à l'unité impaire supérieure si ce nombre n'est pas entier impair, assorti de conditions de seuils minimaux. En Seine-Saint-Denis, le nombre de cantons passe ainsi de 40 à 21.
Dans ce cadre, la partie audonienne de l'ancien canton de Saint-Denis-Sud est incorporée au nouveau canton de Saint-Ouen, de même que la commune de L'Île-Saint-Denis et une partie importante de la commune d'Épinay-sur-Seine.
Par décret du 24 février 2021, le canton prend le nom de canton de Saint-Ouen-sur-Seine, à la suite du décret de changements de nom de novembre 2018 qui concerne le bureau centralisateur du canton.

## Représentation

### Représentation de 1967 à 2015
| Période | Période | Identité            | Étiquette | Qualité |
| ------- | ------- | ------------------- | --------- | --- |
| 1967    | 1973    | Fernand Lefort      | PCF       | Métreur en bâtiment, journaliste Maire de Saint-Ouen-sur-Seine (1945 → 1979) Sénateur (1968 → 1986)                                                           |
| 1973    | 1979    | Paulette Fost       | PCF       | Sténo-dactylographe Maire de Saint-Ouen-sur-Seine (1979 → 1999) Députée de la Seine-Saint-Denis (1978 → 1981) Sénatrice de la Seine-Saint-Denis (1986 → 1995) |
| 1979    | 2004    | Jean-Pierre Heinen  | PCF       | Ouvrier typographe Adjoint au maire de Saint-Ouen-sur-Seine                                                                                                   |
| 2004    | 2015    | Jacqueline Rouillon | PCF       | Diplômée d'un DESS de psychologie clinique Maire (1999 → 2014) ou conseillère municipale (2014 → ) de Saint-Ouen-sur-Seine                                    |

### Représentation depuis 2015
| Période élective | Période élective | Mandat | Mandat   | Identité             | Nuance | Nuance | Qualité |
| ---------------- | ---------------- | ------ | -------- | -------------------- | ------ | ------ | --- |
| 2015             | 2021             | 2015   | 2021     | Hervé Chevreau       |        | DVD    | Permanent politique Maire d'Épinay-sur-Seine (2001 → ), Conseiller général du canton d'Épinay-sur-Seine (2011 → 2015)         |
| 2015             | 2021             | 2015   | 2021     | Marie-Louise Magrino |        | DVD    | Directrice d'association, Saint-Ouen-sur-Seine                                                                                |
| 2021             | 2028             | 2021   | en cours | Karim Bouamrane      |        | PS     | Chef d'entreprise Maire de Saint-Ouen-sur-Seine (2020 → ) Vice-président du conseil départemental (2021 → )                   |
| 2021             | 2028             | 2021   | en cours | Émilie Lecroq        |        | PCF    | Collaboratrice de commission Conseillère municipale de Saint-Ouen-sur-Seine Présidente du groupe PCF au conseil départemental |

### Résultats détaillés

#### Élections de mars 2015
À l'issue du 1er tour des élections départementales de 2015, deux binômes sont en ballottage : Karim Bouamrane et Dina Deffairi-Saissac (Union de la Gauche, 25,93 %) et Hervé Chevreau et Marie-Louise Magrino (DVD, 22,53 %). Le taux de participation est de 35,55 % (14 431 votants sur 40 599 inscrits) contre 36,83 % au niveau départemental et 50,17 % au niveau national.
Au second tour, Hervé Chevreau et Marie-Louise Magrino (DVD) sont élus avec 59,55 % des suffrages exprimés et un taux de participation de 34,35 % (6 843 voix pour 14 078 votants et 40 599 inscrits).

#### Élections de juin 2021
Le premier tour des élections départementales de 2021 est marqué par un très faible taux de participation (33,26 % au niveau national). Dans le canton de Saint-Ouen-sur-Seine, ce taux de participation est de 25,89 % (11 424 votants sur 44 121 inscrits) contre 24,35 % au niveau départemental. À l'issue de ce premier tour, deux binômes sont en ballottage : Karim Bouamrane et Emilie Lecroq (Union à gauche avec des écologistes, 56,43 %) et William Delannoy et Marina Venturini (Union à droite, 28,44 %).
Le second tour des élections est marqué une nouvelle fois par une abstention massive équivalente au premier tour. Les taux de participation sont de 34,36 % au niveau national, 26,47 % dans le département et 28,22 % dans le canton de Saint-Ouen-sur-Seine. Karim Bouamrane et Emilie Lecroq (Union à gauche avec des écologistes) sont élus avec 64,95 % des suffrages exprimés (7 739 voix pour 12 455 votants et 44 138 inscrits),,.

## Composition

### Composition de 1967 à 2015
Le canton  de Saint-Ouen a été créée par le décret du 20 juillet 1967, lors de la constitution du département de la Seine-Saint-Denis. Il était constitué par la fraction de la commune de Saint-Ouen « comprenant la partie Ouest de la ville de Saint-Ouen délimitée à l'Est par l'axe de la rue du Général-Leclerc (jusqu'à la rue Adrien-Lesesne), l'axe de la rue Adrien-Lesesne (jusqu'à la rue du Docteur-Bauer),
l'axe de la rue du Docteur-Bauer (jusqu'à la rue Albert-Dhalenne), l'axe de la rue Albert-Dhalenne jusqu'à la Seine »
Le surplus était inclus dans le canton de Saint-Denis-Sud.

### Composition depuis 2015
| Nom                                          | Code Insee | Intercommunalité         | Superficie (km2) | Population (dernière pop. légale)                | Densité (hab./km2) | Modifier                                    |
| -------------------------------------------- | ---------- | ------------------------ | ---------------- | ------------------------------------------------ | ------------------ | ------------------------------------------- |
| Saint-Ouen-sur-Seine (bureau centralisateur) | 93070      | Métropole du Grand Paris | 4,31             | 53 041 (2022)                                    | 12 306             | modifier les données · modifier les données |
| Épinay-sur-Seine                             | 93031      | Métropole du Grand Paris | 4,57             | Fraction : 31 172 (2022) Commune : 53 564 (2022) | 11 721             | modifier les données · modifier les données |
| L'Île-Saint-Denis                            | 93039      | Métropole du Grand Paris | 1,77             | 8 682 (2022)                                     | 4 905              | modifier les données · modifier les données |
| Canton de Saint-Ouen-sur-Seine               | 9318       |                          |                  | 92 895 (2022)                                    |                    | modifier les données                        |

Le canton de Saint-Ouen comprend désormais :
1. deux communes entières,
2. la partie de la commune d'Épinay-sur-Seine située à  l'ouest d'une ligne définie par l'axe des voies et limites suivantes : depuis la limite territoriale de la commune d'Enghien-les-Bains, rue d'Ormesson, avenue d'Enghien, avenue de Lattre-de-Tassigny, place du Général-Leclerc, avenue de la République, villa Renée, ligne droite prolongeant la villa Renée jusqu'à la Seine et jusqu'à la limite territoriale de la commune de L'Île-Saint-Denis.

## Démographie

### Démographie avant 2015
| 1962 | 1968 | 1975 | 1982 | 1990   | 1999   | 2006   | 2011   | 2012   |
| ---- | ---- | ---- | ---- | ------ | ------ | ------ | ------ | ------ |
| -    | -    | -    | -    | 27 155 | 25 704 | 29 005 | 30 014 | 29 894 |

### Démographie depuis 2015
En 2022, le canton comptait 92 895 habitants, en évolution de +3,09 % par rapport à 2016 (Seine-Saint-Denis : +4,67 %, France hors Mayotte : +2,11 %).
| 2013   | 2018   | 2022   |
| ------ | ------ | ------ |
| 85 602 | 90 827 | 92 895 |